# Boletina triangularis
Boletina triangularis is een muggensoort uit de familie van de paddenstoelmuggen (Mycetophilidae). De wetenschappelijke naam van de soort is voor het eerst geldig gepubliceerd in 1995 door Polevoi in Zaitzev & Polevoi.